# HAMATANI
HAMATANI（はまたに、1970年9月3日 - ）は、日本のプロレスラー。リバーサルジム横浜グランドスラム所属。

## 来歴

### レスリングドリーマーズ
「SUPER CREW」の後身となる「レスリングドリーマーズ」に入門。2008年2月16日、東京・新木場1stRINGにおける佐藤智也戦でデビュー。当時は本名。佐藤悠己や久保佑允は年下だが先輩にあたる。
プロ第3戦の6月7日の同大会では6人タッグながら初めてメインイベントに抜擢。以降、勝ち星に恵まれぬ日々が続くが、同年10月11日・新木場にて行われたDREAM GP 2008トーナメントにてプロ初勝利。この時の決め技はオモ・プラッタであり、当時より総合格闘技の下地が見え隠れしていた。

### 覆面MANIA

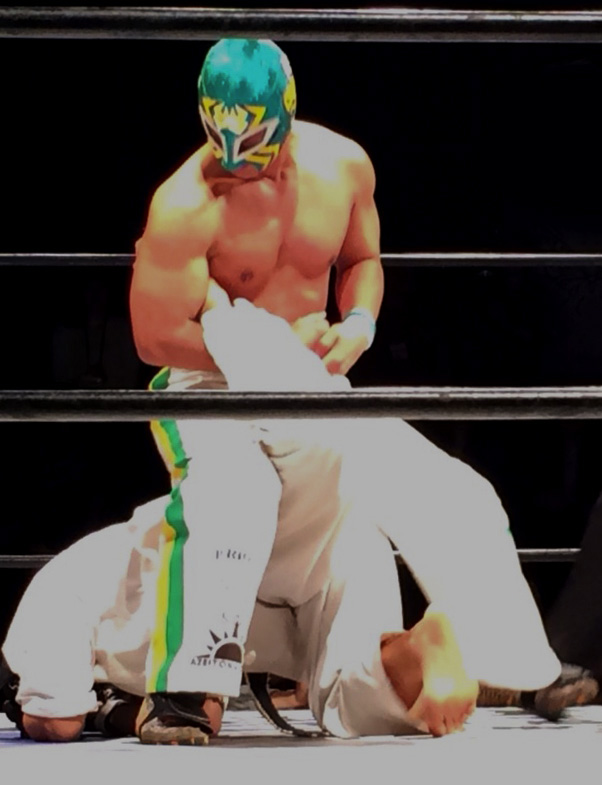
2016年ごろまでのHAMATANIのマスク

ドリーマーズには最終興行である2013年9月21日まで在籍。一方で2012年の覆面MANIA からは覆面レスラー・HAMATANIとして出場。ドリーマーズが解散後、プロレス活動は覆面での出場機会のほうが大きくなる。
ドリーマーズ解散後はフリー、リバーサルジム横浜グランドスラム所属として活動。代表である勝村周一朗の縁から2015年1月18日、「月闘」に出場。
のちにプロレスルールで運営されるシアタープロレス花鳥風月本体にもレギュラー出場していた。

## 人物
- ファイトスタイルはルチャ・リブレ。流れを引き寄せるシフトチェンジ技としてカポエイラ式の倒立・側転からの蹴りを多用する。
- ブレイクダンスのオープンチェアー姿勢で対戦相手を挑発するが大抵は背後から攻撃されてしまう。
- 2015年2月に梅沢菊次郎と対戦し、ダミ声で「ハ・マ゛・タ・ニ゛ー」と威嚇されて以来、対戦相手が誰であろうとファンからも同様の声色でエールが送られている。
- ドリーマーズ入団以前はアニマル浜口ジムに在籍。

## 得意技
レッグラリアート

メイアルーアプレザ
マットに片手を付けて体を半回転して相手を蹴る技。
メイアルーアザンガーオ
側宙式後ろ回し蹴り。
ジ・タワー・オブ・ガウディ
うつ伏せ状態の対戦相手の両膝を折りたたみつつオープンチェアーの体勢で絞り上げる。
ラ・ハマタニア
カナディアンバックブリーカーの形で担ぎ上げ、両腕をしぼり両肩を極める。

## 入場テーマ曲
- パシフィックリム-メインテーマ（パシフィック・リム オリジナル・サウンドトラック） - ラミン・ジャヴァディ作曲